# Ulica Tadeusza Kościuszki w Braniewie
Ulica Kościuszki (wcześniejsze nazwy: Marktstraße, Hindenburgstraße) – jedna z najstarszych ulic Braniewa; główna oś założonego w ok. 1341 roku Nowego Miasta Braniewa, stanowiąca jednocześnie rynek miasta.

## Historia
Nowe Miasto Braniewo lokowane zostało ok. 1341 roku przez biskupa Hermana z Pragi na prawym brzegu Pasłęki, również jak dotychczasowe Braniewo na prawie lubeckim, chociaż z pewnymi ograniczeniami w zakresie administracji i władzy sądowniczej. Założenie miało kształt wydłużonego czworokąta z jedną główną ulicą Marktstraße (obecnie Kościuszki), stanowiącą jednocześnie rynek, od której odchodziły pozostałe uliczki boczne. Przy niej stało 40 całych domów na 51 wszystkich domów w mieście.

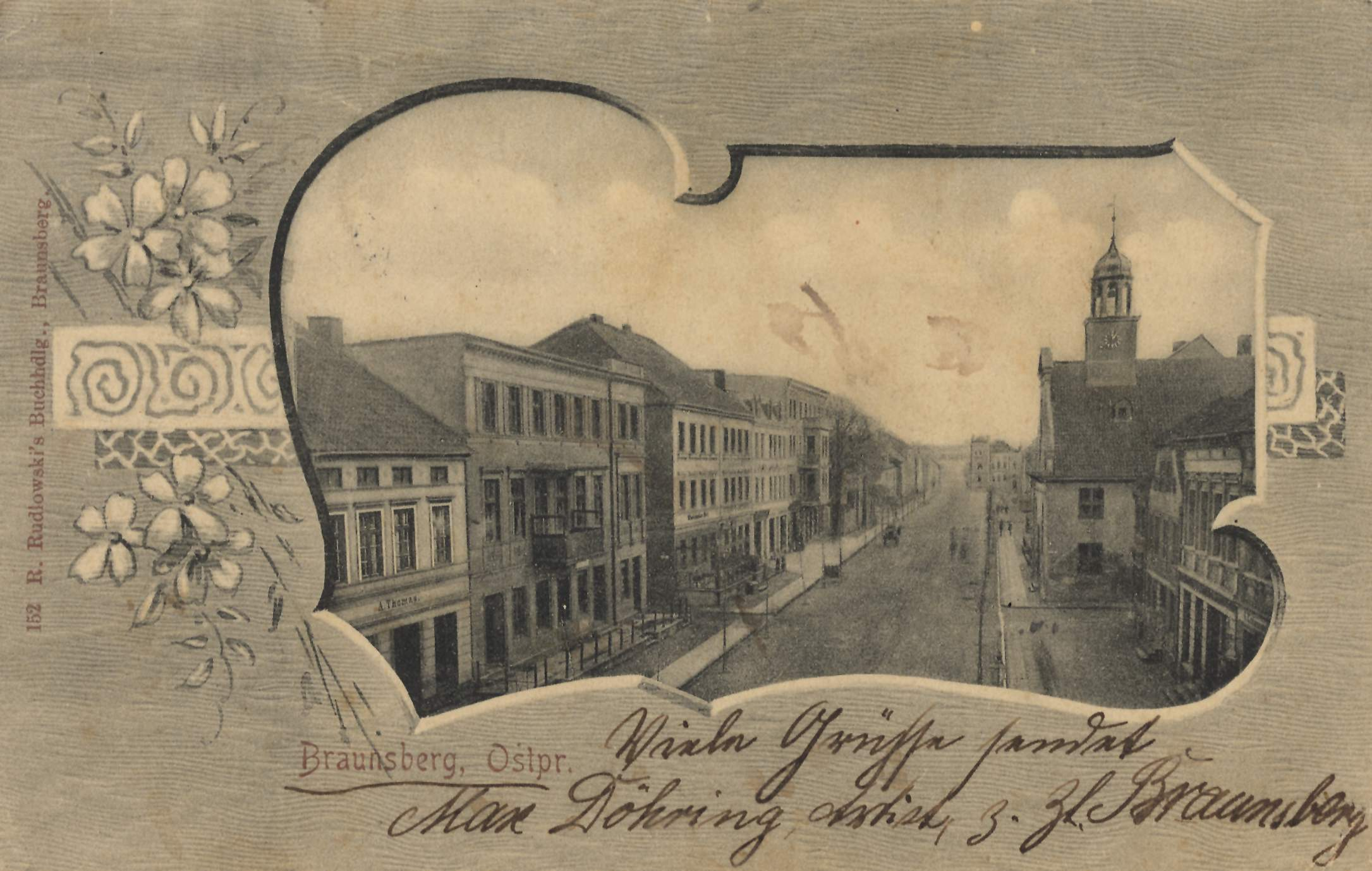
Ratusz Nowego Miasta przy ul. Marktstraße

Przy ul. Marktstraße znajdował się ratusz Nowego Miasta oraz skarbiec. W ratuszu i przy nim mieszkali słudzy miejscy i pisarz, a także osoby zatrudniane przez radę miasta; mieściły się tam też ławy rzeźnicze, szkoła i domek pasterski. Ratusz nowomiejski w późniejszym okresie zamieniono na kościół, a po wybudowaniu nowego kościoła (ob. pw. św. Antoniego) przemianowano na teatr miejski, w którym występowały trupy wędrowne (od 1901 mieściła się tu cukiernia Tolksdorf, a jako ostatni bank Ostpreßische Landschaft).
Rok 1772 to pierwszy rozbiór Polski, Braniewo dostaje się pod panowanie pruskie. Jedną z pierwszych decyzji nowych władz było połączenie obu odrębnych miast w jeden organizm z głównym ośrodkiem administracyjnym na Starym Mieście. Ulica Marktstraße straciła na znaczeniu, lecz nie na długo. 19 października 1852 roku dociera do Braniewa kolej żelazna, dająca połączenie m.in. z Elblągiem, Malborkiem i Królewcem. Dworzec kolejowy został wybudowany na przedłużeniu ulicy Marktstraße, której dalsza część otrzymała nazwę Bahnhofstraße. Skutkiem tego ten rejon w XIX wieku znowu staje się ważnym gospodarczym i komunikacyjnym elementem miasta: powstają nowe budynki, obiekty handlowe, spichlerze, starostwo powiatowe (współcześnie urząd miasta). Ciąg ulic Marktstraße i Bahnhofstraße staje się jedną z najprężniejszych arterii miasta.
Podczas II wojny światowej, w okresie luty–marzec 1945 roku, front Armii Czerwonej przetacza się przez Braniewo. Wskutek bombardowań lotnictwa oraz ostrzału artyleryjskiego znaczna część historycznej zabudowy ulicy uległa zniszczeniu. Ruiny wielu budynków rozebrano, w ich miejsce powstała typowa socjalistyczna zabudowa – bloki mieszkalne oraz pawilony handlowe o niskiej wartości estetycznej.
Mimo zniszczeń wojennych ulica ta w pierwszych latach po II wojnie światowej przejęła główny ciężar życia politycznego i społecznego miasta. Przy niej mieściły się pierwsze urzędy, jak siedziba starostwa, komenda MO, poczta, od 1947 również gimnazjum. W przedwojennym hotelu „Reichshof” powstała pierwsza restauracja „Przyszłość”. 20 lutego 1946 powstała w mieście powstaje Ochotnicza Straż Pożarna z siedzibą przy ul. Kościuszki 78. W 1946 roku budynek przy ul. Kościuszki 110 zaadaptowała Gminna Spółdzielnia „Samopomoc Chłopska”. 2 maja 1950 przy ul. Kościuszki 116 rozpoczęła działalność biblioteka publiczna gminy Braniewo.

## Opis i przebieg ulicy Kościuszki
Ulica Kościuszki należy do najstarszych w Braniewie i jest częścią układu urbanistycznego Nowego Miasta, który ukształtował się w XIV wieku. Założenie urbanistyczne Nowego Miasta Braniewa zostało wpisane w 1957 roku do rejestru zabytków pod numerem B/238 z 14.12.1957. Rozpoczyna się od skrzyżowania z sygnalizacją świetlną ulic: Kościuszki / Gdańska / Królewiecka/ pl. Piłsudskiego i biegnie w kierunku południowo-wschodnim.
Oficjalne nazwy ulicom w Braniewie nadano w 1845 roku. Pierwsza nazwa ulicy (Neustädtische) Marktstraße (czyli ul. Targowa) pochodzi od jej funkcji handlowo-usługowej, jaką spełniała i jak zapewne była już dużo wcześniej określana. W 1933, po przejęciu władzy w Niemczech przez NSDAP i następującym przeobrażaniu demokracji w dyktaturę, naznaczone piętnem dyktatury zmian zostały również nazwy ulic. 20 kwietnia 1933 (w dzień urodzin wodza III Rzeszy) rada miasta Braniewa podjęła uchwałę o zmianie nazw dwóch ulic: Neuer Markt przemianowany został na A.H. Platz, zaś nazwę ulicy Marktstraße zmieniono na Hindenburgstraße. Po II wojnie światowej nowe oficjalne nazwy ulic w Braniewie nadano dopiero w 1947 roku – Hindenburgstraße (szersza) wraz z biegnącą od niej dalej na wschód Bahnhofstraße (węższa, od ok. skrzyżowania z ulicami Malinową i Lipową) otrzymały jedno wspólne imię Tadeusza Kościuszki. Skutkiem tego połączenia całkowita długość ulicy zwiększyła się z ok. 330 m do około 880 metrów. Nie tylko na długość urosła po II wojnie światowej ul. Kościuszki, ale także zyskała wszerz kosztem kilku przedwojennych uliczek, których układ po wojnie nie został odtworzony. Znikły m.in. równoległe do Kościuszki: Hofgasse, Fleischerstraße oraz poprzeczne: Lindenstraße i Weißgerberstraße. W ich miejscu powstało pięć bloków mieszkalne, należących administracyjnie również do ulicy Kościuszki.
9 listopada 1994, po przebudowie skrzyżowania ulic Gdańskiej, Kościuszki, Królewieckiej i pl. Piłsudskiego została na tym węźle drogowym uruchomiona pierwsza (i do 2025 jedyna) sygnalizacja świetlna w Braniewie, usprawniając ruch w mieście, zwłaszcza w godzinach szczytu. Koszt tej inwestycji wyniósł 5 mld ówczesnych polskich złotych.
W 2015 średni dobowy ruch pojazdów przez ul. Kościuszki wynosił 7887 na dobę i prognozy przewidywały dalszy jego wzrost.
W latach 2019–2020 w ramach realizacji projektu „Rozbudowa drogi wojewódzkiej nr 507 Braniewo–Pieniężno na odcinku Braniewo–Wola Lipowska” modernizacji poddana została również ul. Kościuszki. Wówczas poprawionych zostało kilka jej parametrów. Wydłużono do 150 m długość pasa do skrętu w prawo z ulicy Kościuszki w ulicę Królewiecką. Poprawiono parametry geometryczne zatok autobusowych, w tym jeden przesunięto w inne miejsce. Przebudowano wlot skrzyżowania ulicy Dworcowej do ulicy Kościuszki. Przebudowano skrzyżowanie ulicy Olsztyńskiej z ulicą Kościuszki na wysokości cmentarza. Od 2015 przez część ul. Kościuszki przebiega szlak rowerowy Green Velo. Wydzielenie i oznakowanie ścieżek rowerowych oraz pomalowanie nawierzchni w kolorze czerwonym nastąpiło dopiero po przebudowie ulicy z lat 2019–2020.

## Galeria zdjęć

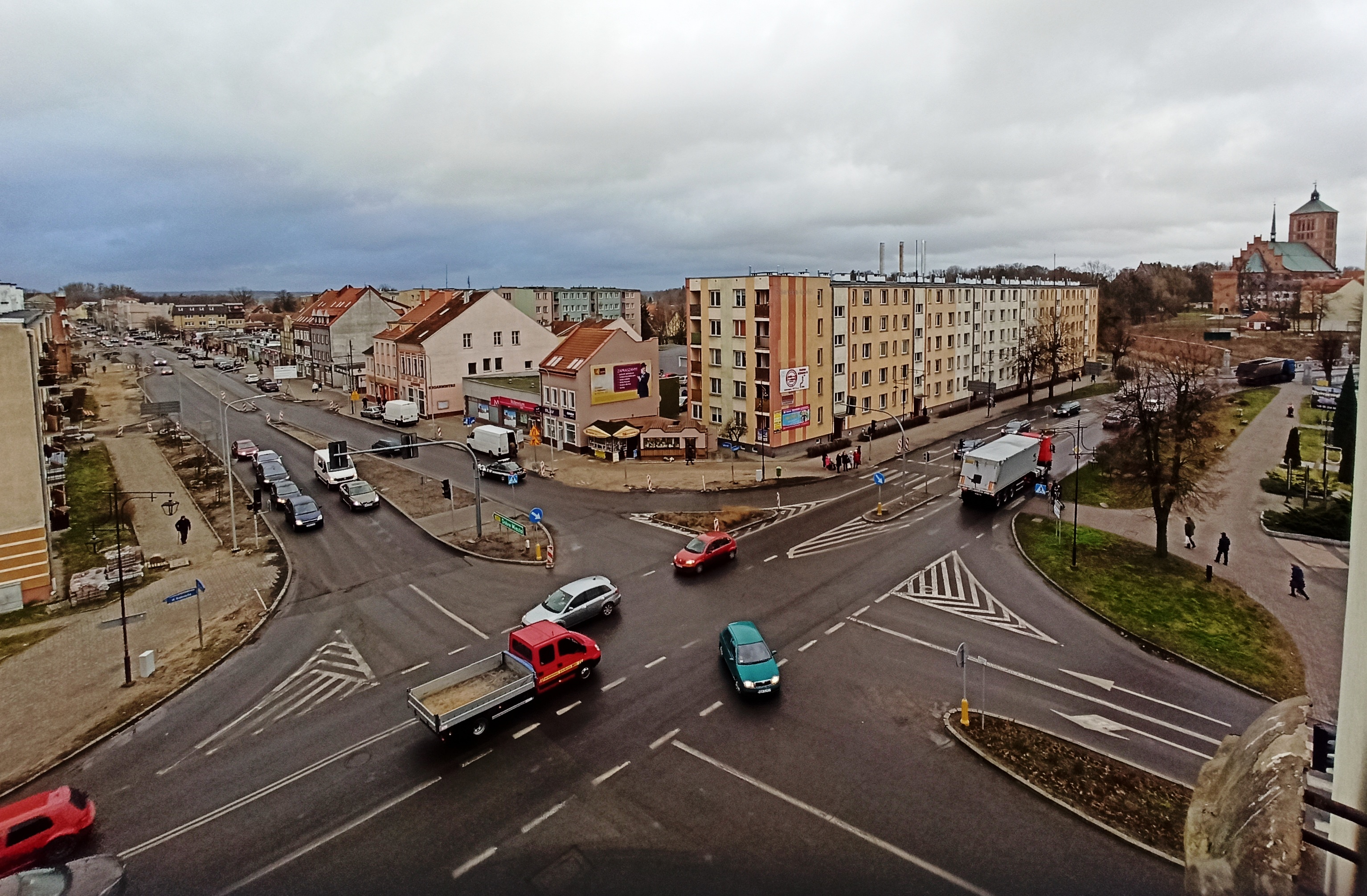
Skrzyżowanie
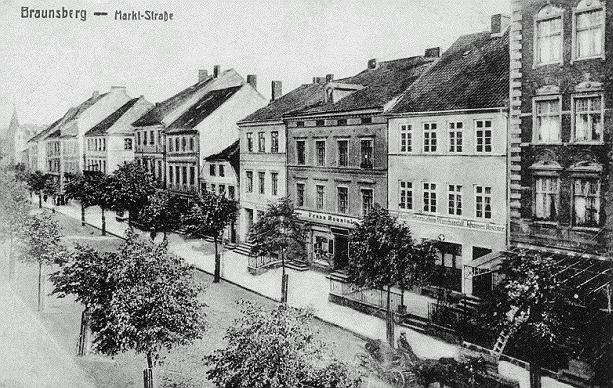
ulica Kościuszki (Marktstraße) ok. 1900 roku
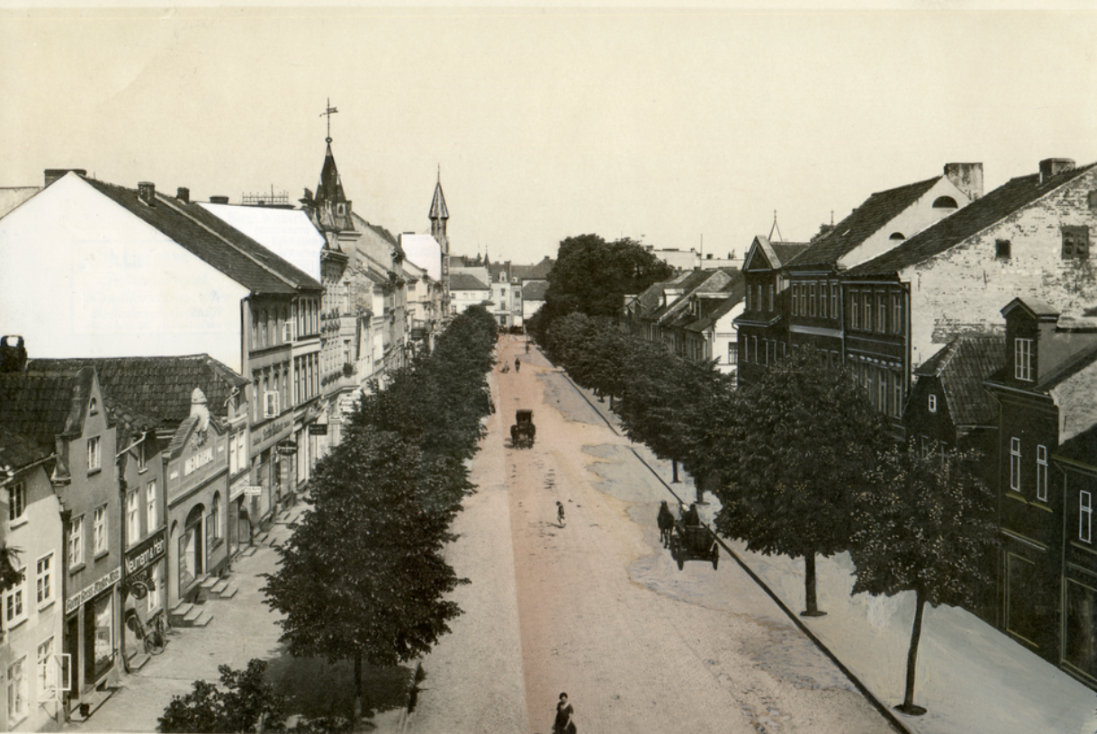
ul. Kościuszki w okresie międzywojennym
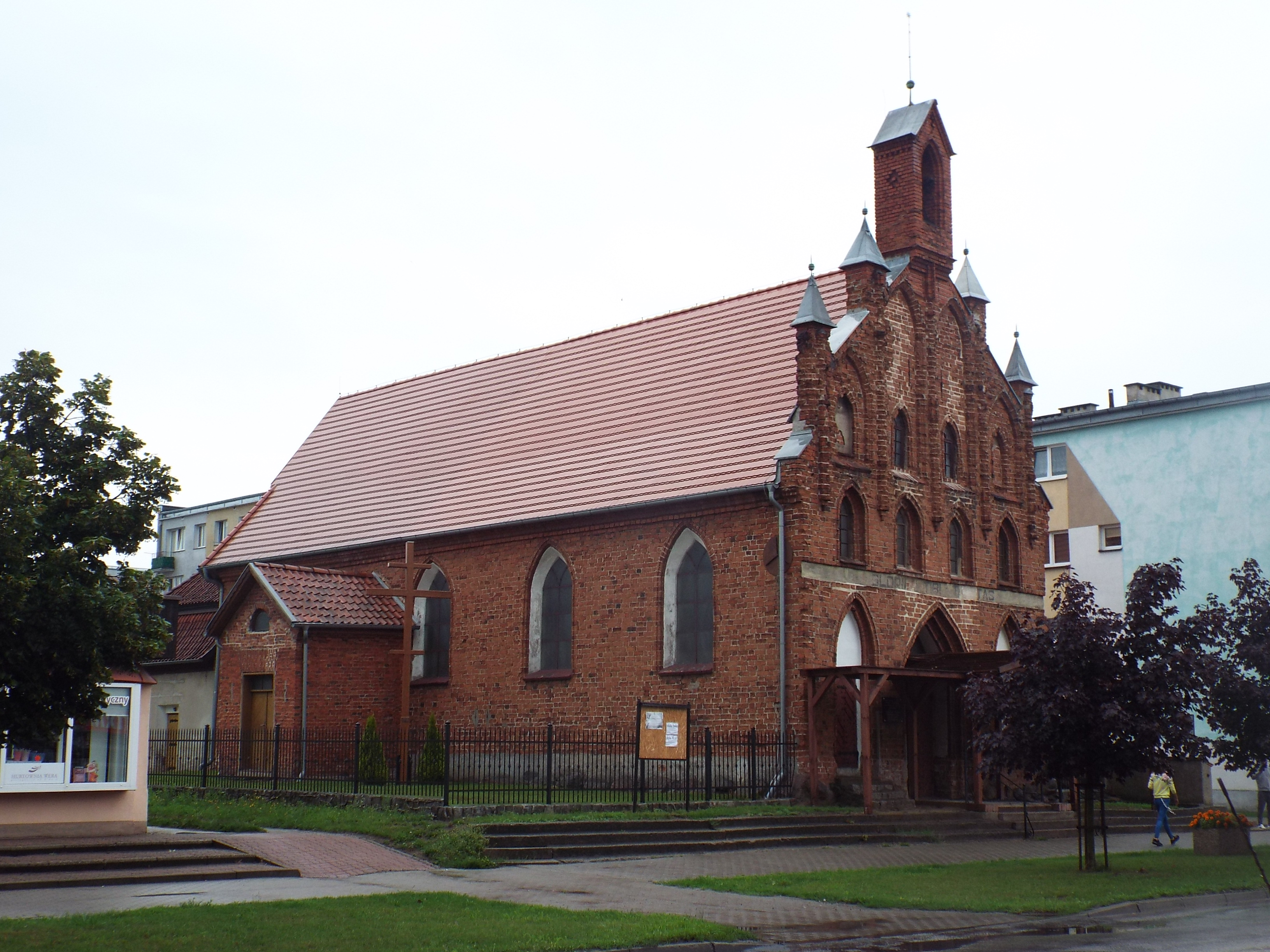
Cerkiew Świętej Trójcy
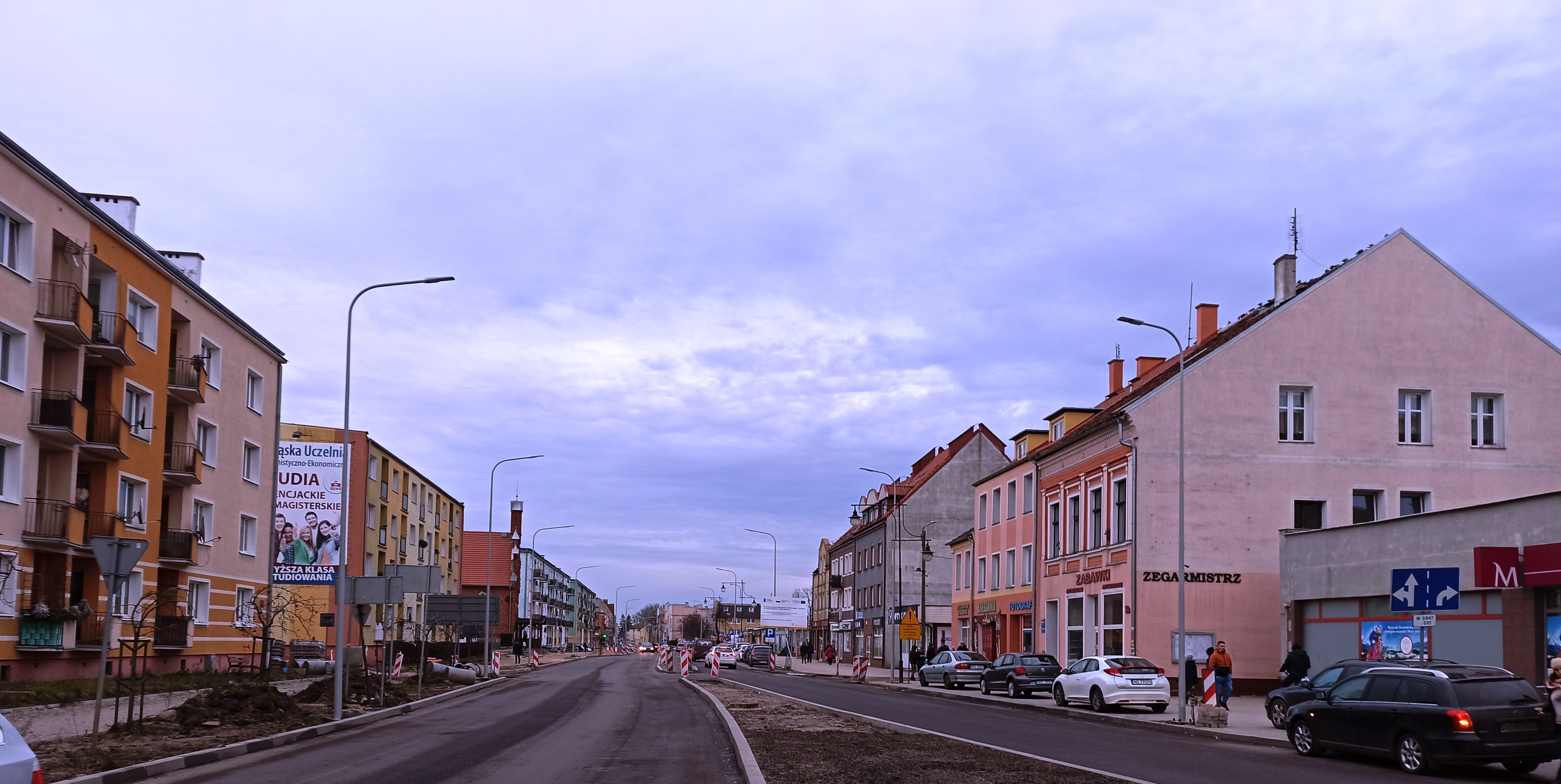
ul. Kościuszki, wygląd współczesny (2019)
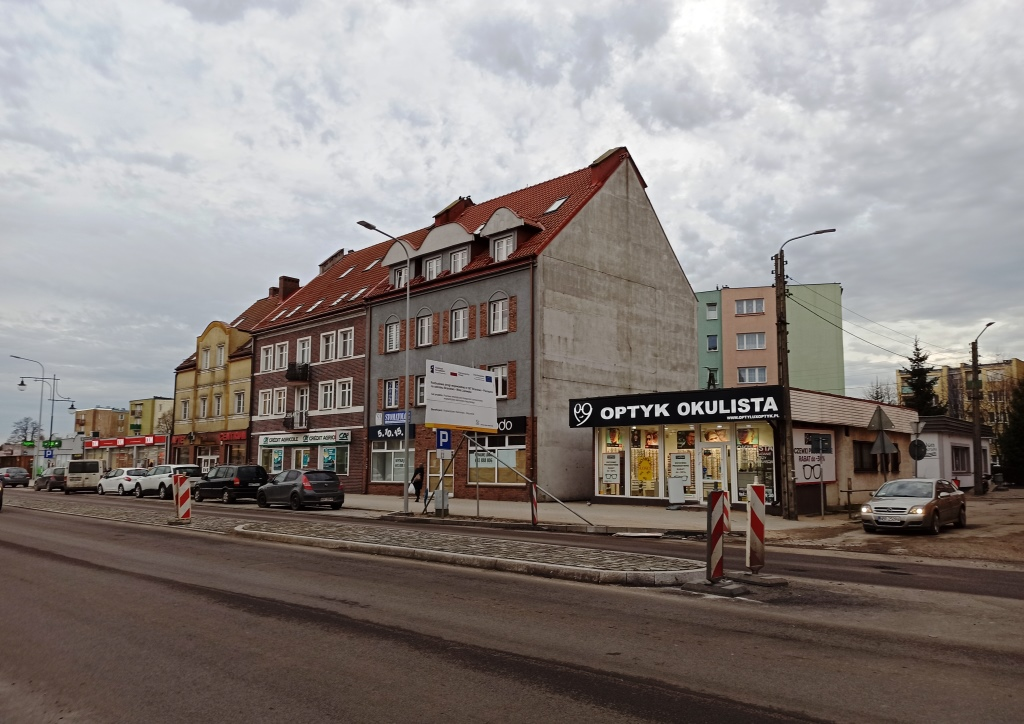
w miejscu historycznego ratusza optyk
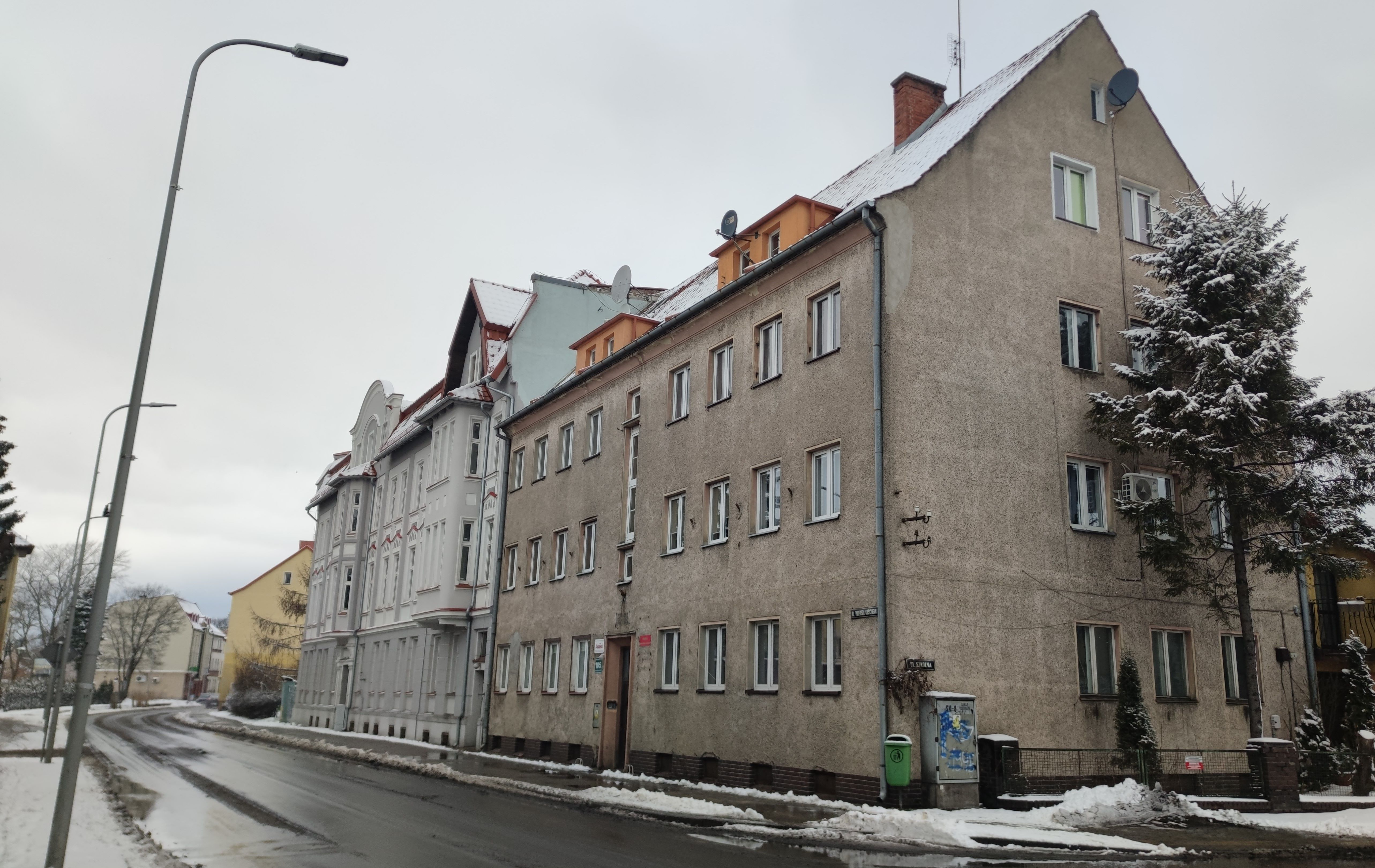
Dawna siedziba KPP (nowa elewacj)
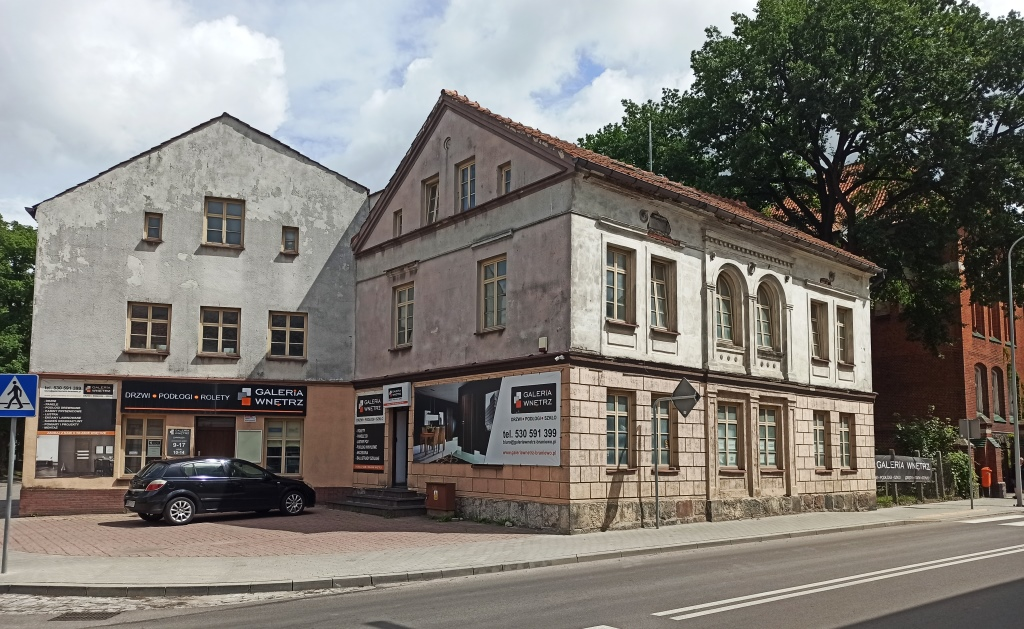
Willa z oficyną z 1850
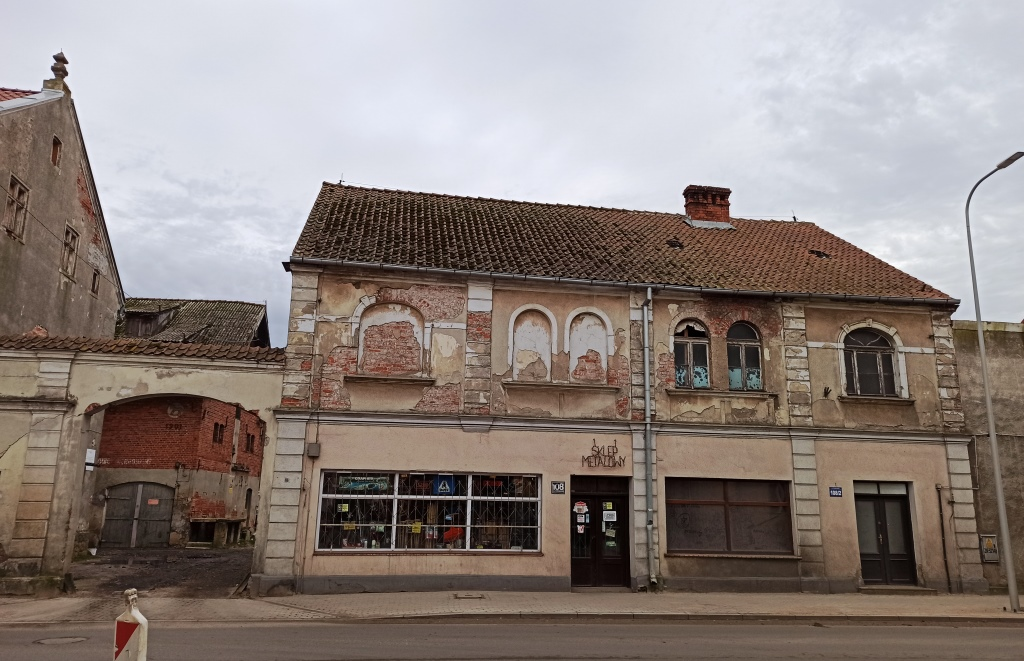
ul. Kościuszki 108
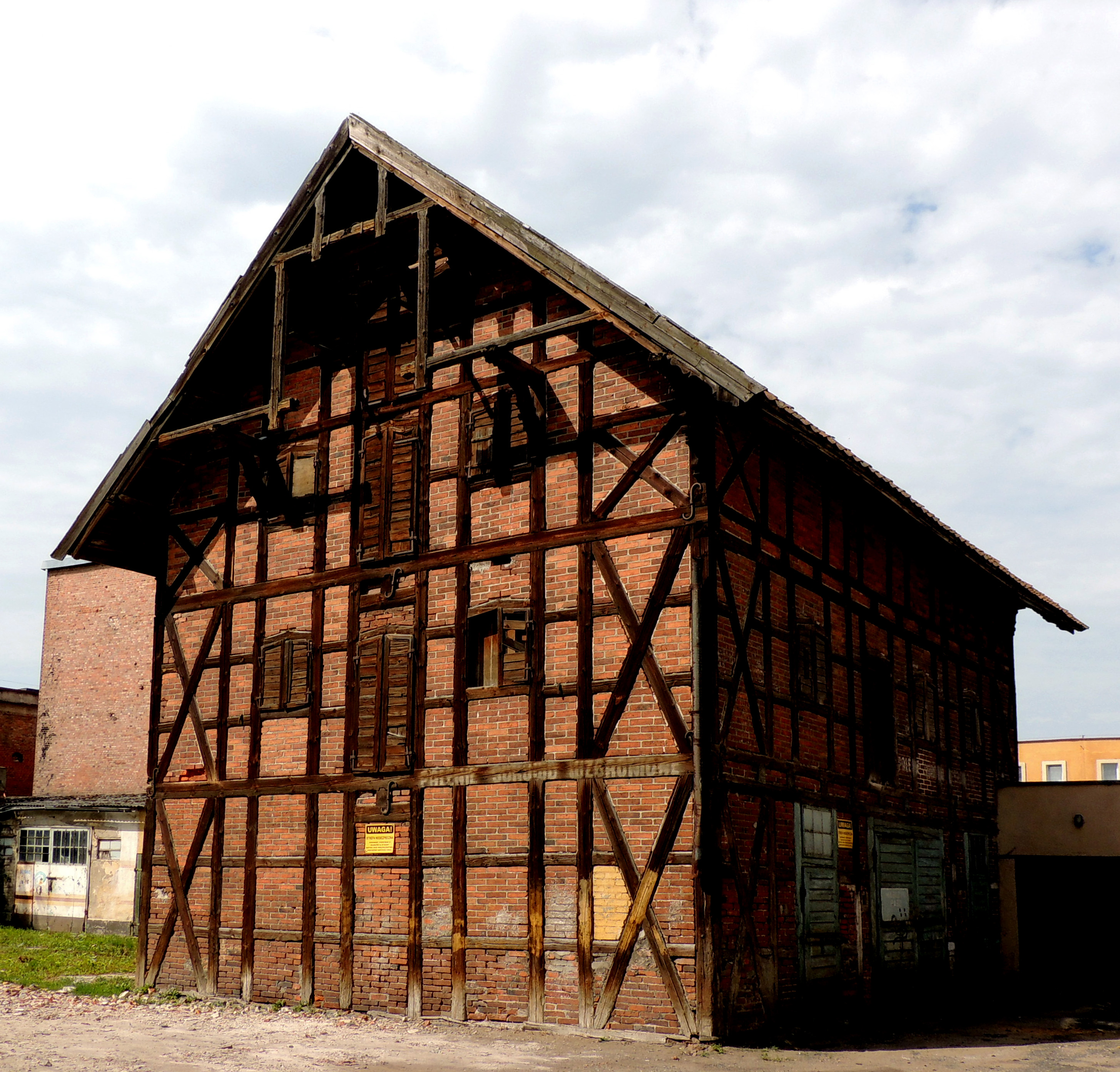
Zachowany spichlerz
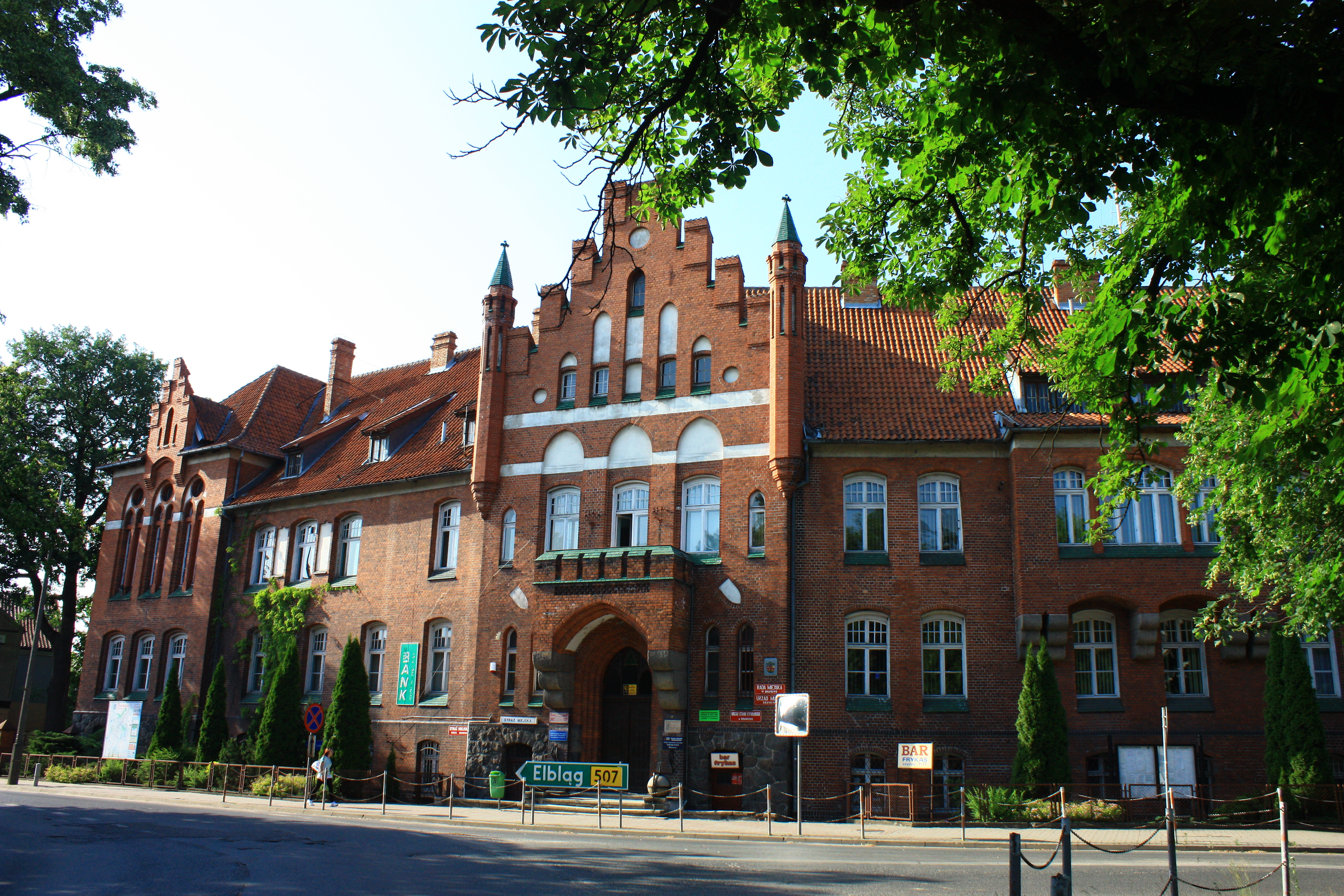
Urząd miasta

## Zabytki przy ulicy Kościuszki
- cerkiew greckokatolicka, nr rej.: B/41 (545/97) z 14.12.1957
- dom przy ul. Kościuszki 108, nr rej.: 1625/99 z 26.03.1999
- spichlerz przy ul. Kościuszki 108, nr rej.: 402/94 z 12.11.1994
- brama wjazdowa na posesję, nr rej.: 1625/99 z 26.03.1999
- dom przy ul. Kościuszki 110, nr rej.: 1625/99 z 26.03.1999
- budynek gospodarczy przy ul. Kościuszki 110, nr rej.: 403/94 z 21.11.1994
- willa z oficyną, ul. Kościuszki 109-109a, 1850, nr rej.: 459/95 z 29.05.1995
- budynek Urzędu Miasta w Braniewie, nr rej.: 401/94 z 21.11.1994[9]